# Máy ảnh thông minh

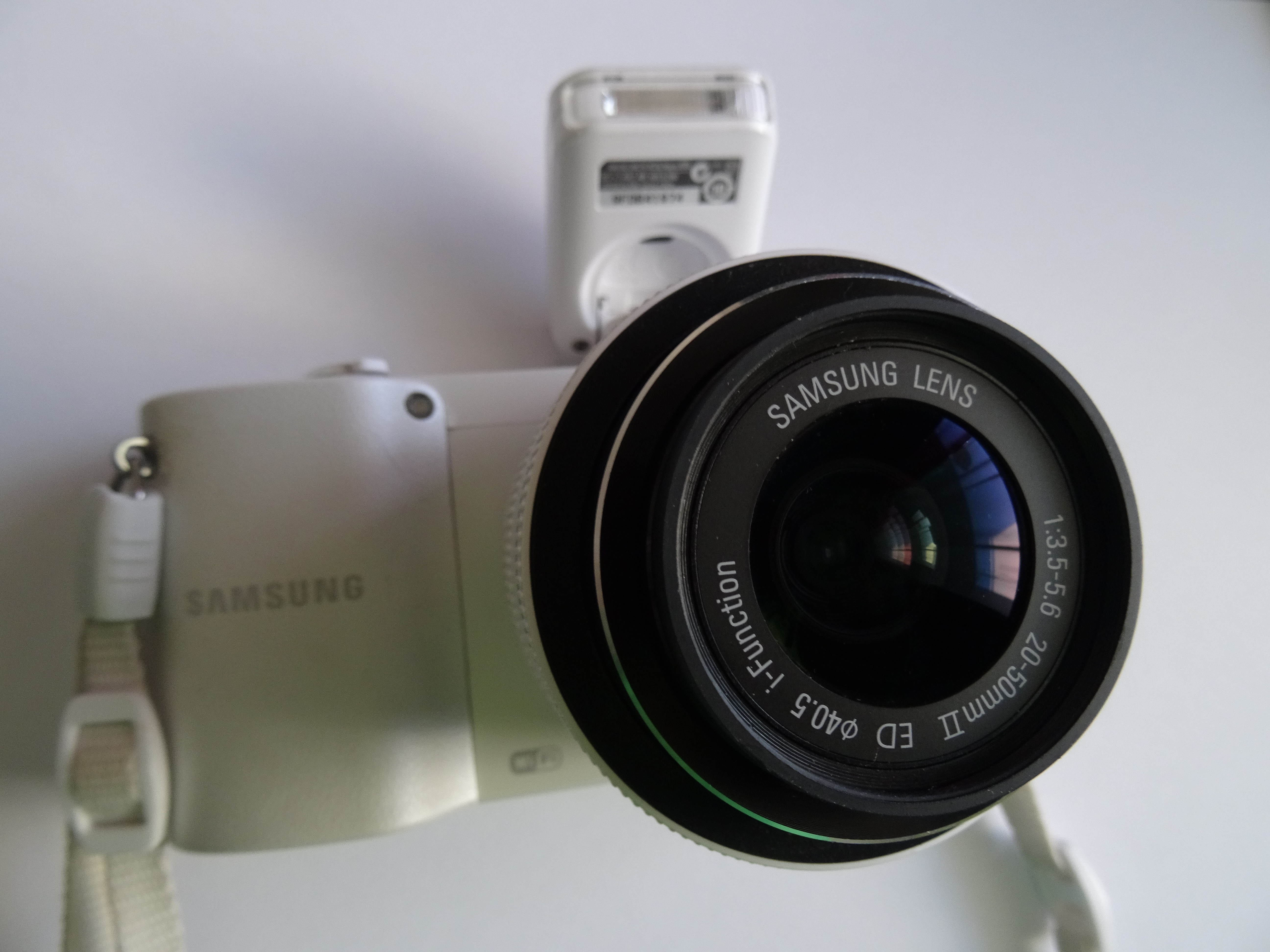
Một chiếc máy ảnh thông minh

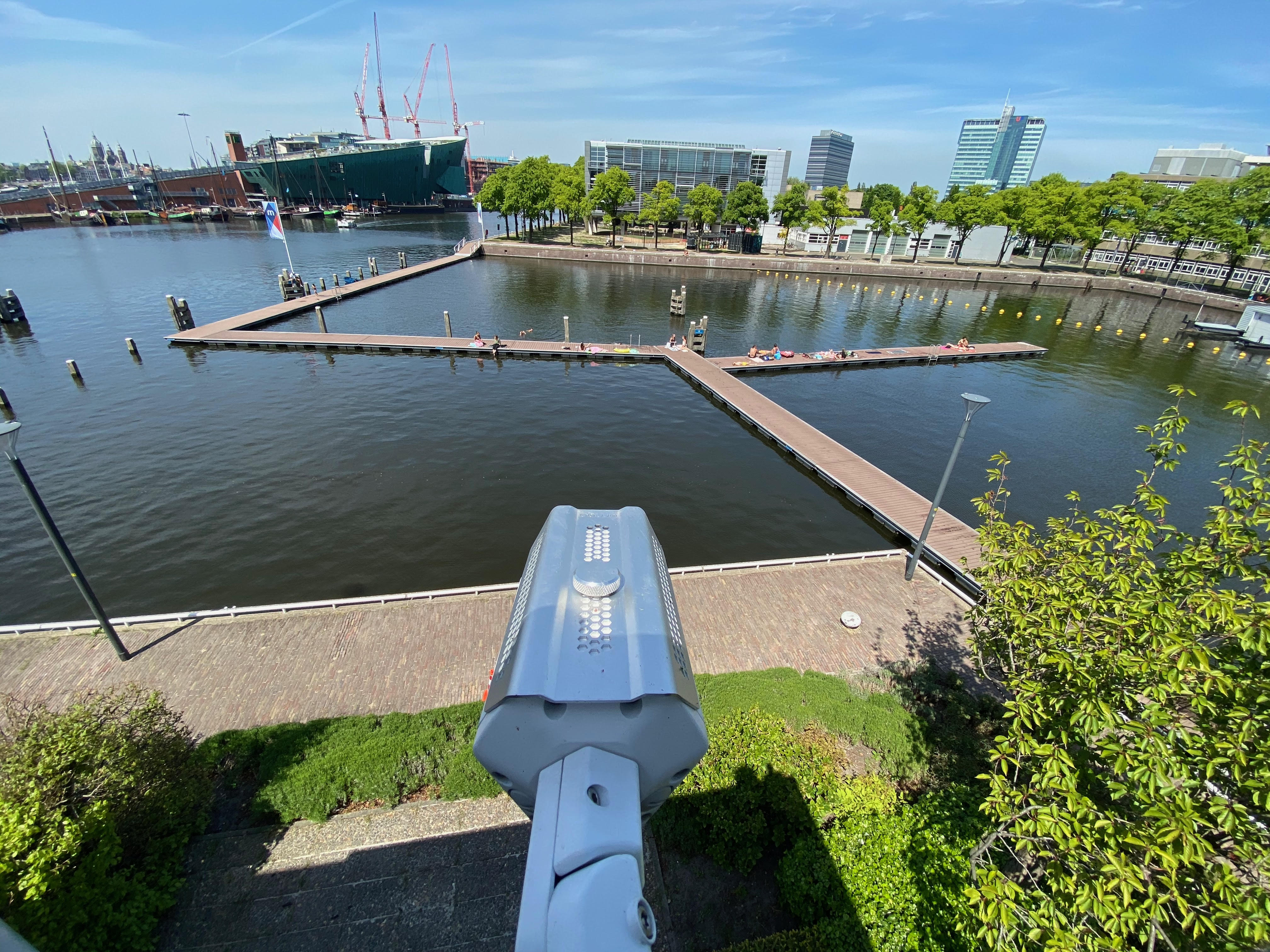
Toàn cảnh góc chụp từ một chiếc mảy ảnh thông minh

Máy ảnh thông minh (Smart camera) là một hệ thống máy cảm biến thị giác (Machine vision), ngoài mạch chụp ảnh, còn có khả năng trích xuất thông tin cụ thể cho ứng dụng từ hình ảnh đã chụp, cùng với việc tạo ra các mô tả sự kiện hoặc đưa ra các quyết định được sử dụng trong một hệ thống thông minh và tự động. Camera thông minh là hệ thống máy cảm biến thị giác độc lập, khép kín với cảm biến hình ảnh tích hợp trong vỏ của camera video công nghiệp. Máy ảnh thông minh cũng được gọi là Camera thông minh, cảm biến thị giác (thông minh), cảm biến thị giác thông minh, cảm biến quang thông minh, cảm biến quang thông minh, cảm biến thị giác thông minh hoặc cảm biến thị giác thông minh. Hệ thống thị giác và cảm biến hình ảnh có thể được tích hợp vào một phần cứng duy nhất được gọi là cảm biến hình ảnh thông minh hoặc cảm biến hình ảnh thông minh. 
Một chiếc máy ảnh thông minh sẽ chứa tất cả các giao diện truyền thông cần thiết, ví dụ như Ethernet, cũng như các đường I/O 24V chống chịu được trong ngành để kết nối với Bộ điều khiển logic lập trình (PLC), bộ truyền động, rơ-le hoặc van khí nén, và có thể ở trạng thái tĩnh hoặc di động một cách tiện lợi. Nó không nhất thiết phải lớn hơn một camera công nghiệp hoặc camera giám sát. Khả năng xử lý trong phạm vi tầm quét của máy móc thường có nghĩa là một mức độ phát triển sao cho các khả năng này sẵn sàng để sử dụng trên các ứng dụng riêng lẻ. Cấu trúc này có lợi thế là có khối lượng nhỏ gọn hơn so với các hệ thống tầm nhìn dựa trên PC và thường đạt được chi phí thấp hơn, với cái giá phải trả là giao diện người dùng đơn giản hơn một chút (hoặc bị bỏ qua). Camera thông minh cũng được gọi bằng thuật ngữ chung hơn là cảm biến thông minh.